# Suchoj Nos
Suchoj Nos (ros. Сухой Нос – Suchy Nos) – przylądek w południowo-zachodniej części Wyspy Północnej w archipelagu Nowa Ziemia wchodzącego w skład rosyjskiego obwodu archangielskiego. Przylega do dzielącej wyspy Północną i Południową cieśniny Matoczkin Szar. Zbudowany jest z czerwonych i czarnych łupków ilastych. Na stromych urwiskach swoje siedziby ma wiele gatunków ptaków, w tym różnorakie odmiany nurów.
Na przylądku znajduje się najdalej, z trzech znajdujących się na Nowej Ziemi, wysunięty na północ radziecki poligon atomowy, użytkowany w latach 1957-1962, znany z detonacji najpotężniejszej bomby jądrowej wszech czasów – Car bomby.